# Musikapostel
Die Musikapostel (Eigenschreibweise MusikApostel) sind ein Schlager-Trio aus Österreich und der Schweiz.

## Bandgeschichte
Der Name der Band trägt seine Wurzeln in dem Grundgedanken der Mitglieder, als „Vermittler der Frohbotschaft Musik“ zu agieren. Der Name steht außerdem symbolisch dafür, dass die MusikApostel ein ausgeprägtes Tourleben haben. Den Erzählungen der Mitglieder nach spielt die Band mehr als einhundert Auftritte im Jahr.
Die Band setzt sich zusammen aus Bandleader Stefan Felbar (Keyboards, Akkordeon), Manuel Moser (Leadsänger, Bass, Gitarre, Trompete) und Thomas Strizek (Leadsänger, Gitarre, Steirische). Bereits vor ihrer Gründung waren die drei aktiv als Musiker tätig und spielten in verschiedenen Bands. 2009 gründeten Stefan Felbar und Markus Hafner die Band zusammen mit ihrem langjährigen Freund Christopher Holper.
Anschließend konnten sie mit Singles wie Lena ihre Bekanntheit steigern, weil diese populär auf YouTube waren. Darauf folgten die ähnlich erfolgreichen Singles wie Der Traum vom Glück, Crazy Love und weitere.
2016 verließ Chris Holper die Band. Im gleichen Jahr trat Manuel Moser der Band bei, der mit einem erneuten Besetzungswechsel die Rolle des Leadsängers übernahm. Gründungsmitglied Markus Hafner verließ die Band 2018, um Immobilienmakler zu sein, wonach Thomas Strizek hinzukam und das Gespann, wie es heute besteht, vervollständigte. Strizek spielte zuvor in Bands wie „Steierblut“, „Nordwand“ und „Die Ausreisser“.
In der Konstellation mit Stefan Felbar, Manuel Moser und Thomas Strizek konnten die MusikApostel an vergangene Reichweiten anknüpfen. Durch ebenfalls populäre YouTube-Videos erlangten sie Bekanntheit im Raum Deutschland, Österreich und der Schweiz. Dazu zählt u. a. der Titel Spiel noch einmal für mich Habanero, welcher im Juni 2019 auf dem bekannten Volksmusik-Kanal „Melodie TV“ auf der Streaming-Plattform YouTube hochgeladen wurde und zu den fünf meist angesehenen Videos seit Erstellung des Kanals zählt.
Die Band baute darauf auf und veröffentlichte 2019 die Hit-Single Ich bin wer ich sein will, zusammen mit der österreichischen Schlagersängerin Allessa. Der Titel konnte sich 17 Wochen in den Top50 der deutschen Airplay-Konservativ-Charts halten, sieben davon in den Top 10, und zählt mit einer Höchstchartplatzierung auf Position 4 zu einer ihrer erfolgreichsten Veröffentlichungen.
Im gleichen Zuge der Veröffentlichung von Ich bin wer ich sein will unterzeichnete die Gruppe im Dezember 2019 einen Plattenvertrag beim Münchener Schlagerlabel Telamo. Es folgten weitere Singles wie Ewig und die Ankündigung ihres neuen Albums, welches 2020 erschien.
Im Laufe ihrer Karriere nahmen sie an verschiedenen bedeutenden Tourneen teil, darunter die beliebte "Die große Schlager Tournee XXL". Ihre Musik fand auch in verschiedenen TV-Shows Anklang, darunter Immer wieder sonntags und Wenn die Musi spielt, wo sie ein breites Publikum begeisterten.
Am 27. Juli 2024 gab die Band überraschend ihre Auflösung bekannt. Kurz nach der Auflösung gründete der ehemalige MusikApostel-Gründer Stefan Felbar gemeinsam mit Markus Hafner (ebenfalls Gründungsmitglied) und Marc Frieden die neue Schlagergruppe **XANADOO**, die an den Erfolg von MusikApostel anknüpfen möchte und bereits auf großes Interesse in der Schlagerwelt stößt.

## Diskografie
Alben
- Sieben Weltwunder (2009)
- Jetzt oder nie (2012)
- Kämpfer und Held (2014)
- Punktgenau (2016)
- Best of (2018)
- Am Puls des Schlagers (2019)
- Das Beste (2020)
- Für dich (2021)
- Am Puls des Schlagers (2022)
- unsere Besten (2023)

Bekannte Lieder
- Spiel noch einmal für mich Habanero (2019)
- Ich bin wer ich sein will (feat. Allessa, 2019)
- Hoch und Sternenweit (2019)
- Crazy Love (2014)
- Der Einzige (2019)
- Lena (2012)
- Kristina (2015)
- Ewig (2020)
- Beautiful Voice (2019)
- A wie Anna (2015)
- Wahre Liebe – Reloaded (2019)
- Mona Lisa (2020)

## Auszeichnungen
2019: smago! Award – Musikpreis für „die neuen Diskotheken-Könige“